# Pissgrave
A Pissgrave amerikai death metal zenekar, amely 2013-ban alakult Philadelphiában. Az együttes a hangzásáról és a durva lemezborítóiról ismert.

## Története
2013-ban alakultak, a következő felállással: Tim Mellon (ének), Demian Fenton (ének), Matt Mellon (dob) és John Guarracino (basszusgitár). Első demójuk 2014-ben jelent meg a Graceless Recordings gondozásában. Ezután szerződést kötöttek a Profound Lore Records kiadóval, és 2015-ben megjelentették első nagylemezüket. Az album producere Arthur Rizk volt.
A zenekar észak-amerikai turnéja után John Guarracino kilépett, hogy a Hæathen nevű együttesre koncentráljon. Helyére Brad Dumville került. Második stúdióalbumuk 2019-ben jelent meg; a producer ismét Arthur Rizk volt. 
A Pitchfork és az Exclaim! 2019 legjobb death metal albumai közé sorolta. A Pitchfork "2019 legjobb metal albumai" listájára szintén felkerült az album.

## Zenei stílusuk
Az együttes stílusa a death metal műfajába sorolható. A zenekart a Deicide-hoz, a Revenge-hez és a Cannibal Corpse-hoz hasonlították.

## Tagok
- Matt Mellon – dob (2013–)
- Tim Mellon – gitár, ének (2013–)
- Demian Fenton – gitár, ének (2013–)
- Brad Dumville – basszusgitár (2017–)

Korábbi tagok
- John Guarracino – basszusgitár (2013–2017)

## Diszkográfia
- Suicide Euphoria (2015)
- Posthumous Humiliation (2019)
- Malicious Worthlessness (2025)

Demók
- Pissgrave (2014)